# Райфлинг (Штирия)
Райфлинг (нем. Reifling) — коммуна (нем. Gemeinde) в Австрии, в федеральной земле Штирия. 
Входит в состав округа Юденбург.  Население составляет 405 человек (на 31 декабря 2005 года). Занимает площадь 16,22 км². Официальный код  —  6 08 16.

## Политическая ситуация
Бургомистр коммуны — Франц Файель (СДПА) по результатам выборов 2005 года.
Совет представителей коммуны (нем. Gemeinderat) состоит из 9 мест.
- СДПА занимает 6 мест.
- АНП занимает 3 места.